# 7319 Katterfeld
7319 Katterfeld este un asteroid din centura principală de asteroizi.

## Descriere
7319 Katterfeld este un asteroid din centura principală de asteroizi. A fost descoperit pe 24 septembrie 1976 la Observatorul de Astrofizică din Crimeea de Nikolai Cernîh. El prezintă o orbită caracterizată de o semiaxă mare de 2,25 ua, o excentricitate de 0,11 și o înclinație de 2,6° în raport cu ecliptica.